# 卡爾佩 (比提尼亞)

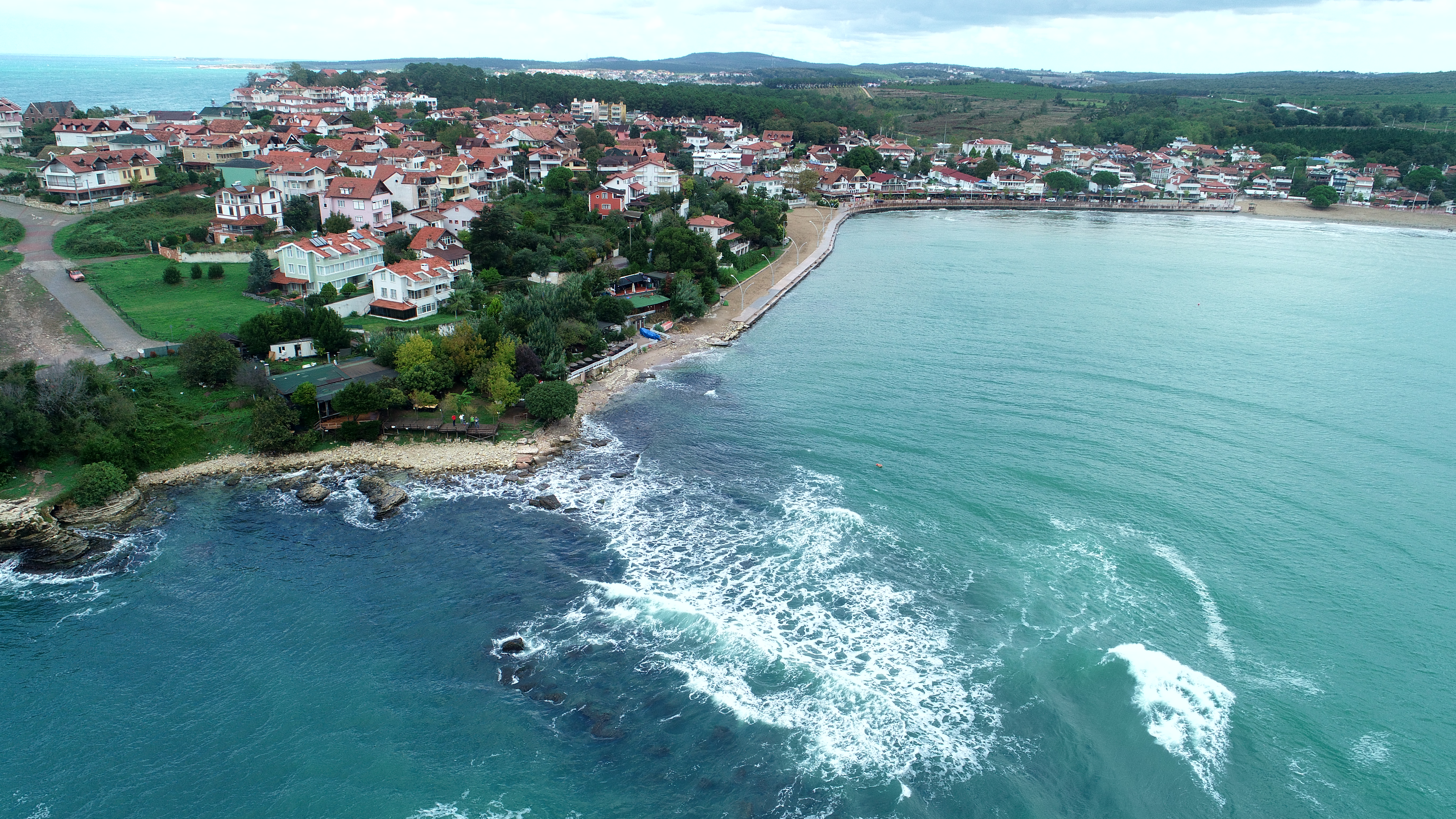

卡尔佩（羅馬化：Kalpē）也称卡尔帕斯（Kalpas, Calpas)，是小亚细亚比提尼亚的一个港口城市，位于黑海沿岸。卡尔佩位于卡尔帕斯河（今伊拉夫利德雷）河口附近。 色诺芬在率领万人雇佣军团撤退时曾路过此地，他在《远征记》中如此写道：
卡尔佩港则是位于赫拉克里亚和拜占庭海程中途。它是突出海中的一块陆地，向海伸出的部分岩石陡峭，最矮处也不下二十噚之高；和大陆相连的地峡约宽四普勒特隆，其间向海伸出地峡面积足供一万人居住。紧靠岩石下面有一港湾，滩岸向西；紧靠海岸还有一个出于地岬的水流充畅的淡水泉。这里海岸上还有大量的各种林木，尤其多的是造船的上好木材。山脊向内陆伸延约二十司塔迪。这一带土壤深厚无石，而沿岸土地绵延二十余司塔迪，密林遍布，富有各种上好的巨木。这一带的其余地方美好辽阔，有许多居民的村庄，因为此地产大麦、小麦、各种豆类、小米和芝麻，好多无花果和大量的出一种好甜酒的葡萄，实际上除去橄榄之外什么都有。——色诺芬著，崔金戎译，《长征记》卷六IV
老普林尼 、索利努斯 、阿里安（他将这里定为距普西利斯河口210 司塔迪），以及拜占庭的斯蒂芬努斯也提到过这个地方。
卡尔佩位于今安納托利亞的凯尔佩（或基尔佩）附近。 